# Diane Atkinson
Diane Atkinson is een Brits historicus en auteur, die zich vooral richt op onderwerpen met betrekking tot vrouwengeschiedenis.
Ze heeft verschillende boeken geschreven over suffragettes en biografieën van vrouwen. Een van haar recentste boeken is The Criminal Conversation of Mrs Norton, welke uitkwam bij uitgeverij Random House in 2012. Dit boek gaat over de rechtszaak die politicus George Norton in 1836 aanspande tegen zijn vrijdenkende vrouw Caroline Sheridan, vanwege vermeend overspel. Hierbij waren meerdere leiders betrokken, onder wie William Lamb.
Atkinsons boek Love and Dirt (2004), over het (meester/slaaf-)huwelijk van Arthur Munby en Hannah Cullwick, kreeg brede aandacht. Atkinson werkte mee aan de Channel 4-documentaire Upstairs Downstairs Love (2008), die ditzelfde verhaal behandelde.
Ze is curator geweest bij het Museum of London en stelde daar in 1992 een tentoonstelling samen over suffragettes.
Atkinson is afgestudeerd aan de Universiteit van East Anglia en trouwde in 1986 met de kunstenaar Patrick Hughes.

## Publicaties
- Rise Up, Women! The Remarkable Lives of the Suffragettes (Bloomsbury Publishing, 2018)
- The Criminal Conversation of Mrs Norton (Random House, 2012)
- Elsie and Mairi go to War (2009)
- Love and Dirt (2004)
- Votes for Women (1998).
- Funny Girls: Cartooning for Equality (Penguin Books, 1997) - een boek met cartoons van de suffragettebeweging
- The Suffragettes in Pictures (1996)
- The Purple, White and Green: Suffragettes in London (Museum of London, 1992)